# Mikulášský víkend
Mikulášský víkend (zkráceně MiQuik) je akce, kterou od roku 1992 pořádá Junák – český skaut pro členy starších 15 let. Akce se pravidelně koná během prvního víkendu v prosinci.

## Program akce
Akce se koná vždy počátkem prosince (zhruba v období kolem Mikuláše) v Praze, skládá se z pěti podakcí.

### Polibek múzy
Páteční večer je ve znamení umění, tvořivosti a zábavy na Polibku múzy. Probíhá zde spousta zajímavých programů, přednášek a workshopů z hudebního, literárního, divadelního a výtvarného světa a je na každém z účastníků jakých programů se rozhodně zúčastnit.

### Mikulášský seminář
Jde o nejdelší z akcí celého MiQuiku, která trvá téměř celý sobotní den a koná se v budově Právnické fakulty Univerzity Karlovy. Seminář je vždy zahájen a ukončen společnou přednáškou pro všechny účastníky a mezi nimi jsou tři tematické přednáškové bloky, které si účastníci volí podle zájmu. V minulosti akci navštívili např. prezident českého Centra mezinárodního PEN klubu Jiří Stránský, astrofyzik Jiří Grygar, ředitel Člověka v Tísni Šimon Pánek, poslanec Jan Farský, Petr Piťha, novinář Jindřich Šídlo a další.

### Taneční večer
Taneční večer je večer plný skvělé zábavy, překvapivých setkání a hlavně tance. Je možné si oprášit vzpomínky na kroky z tanečních, nebo se dokonce nějaký ten taneček naučit. Ti, kteří neholdují klasickému tanci, mohou využít diskotéky, nebo jiného doprovodného programu.

### Nedělní snídaně
Po nabitém víkendu je třeba se trochu zastavit a společně posnídat. Jedná se snídaně s příběhem. Pokládá se základní otázka: „Kde se bere to, co snídáme?“ Při snídani je možné se zamyslet nad původem našich potravin a celým uplynulým Mikulášským víkendem.

### Nedělní hra
Nedělní hra je blok, který byl přidán poprvé v roce 2023 a nahradil blok Filmová sobota. Nedělní hra probíhá v 3–5členných skupinkách s cílem vzájemně se poznat a zažít dobrodružství v centru Prahy. 